# Ernst Wilhelm von Bredow
Ernst Wilhelm von Bredow, auch Bredau oder Freiherr von Bredau, seit 1744 Graf, (* 25. August 1709; † 7. Juni 1755 in Berlin) war ein preußischer Minister.

## Leben

### Herkunft und Familie
Ernst Wilhelm war Angehöriger der Linie Wagenitz des preußischen Adelsgeschlechts Bredow. Seine Eltern waren der Erbherr auf Wagenitz, brandenburg-bayreuthscher Hauptmann, Generaladjutant, Kammerjunker und Kommandeur der Garde, Ludwig von Bredow (1655–1740) und dessen zweite Gattin Johanne Wilhelmine Freiin von Metzsch († 1742). Der preußische Generalfeldmarschall Hans Heinrich Graf von Katte (1681–1741) war sein Schwager. Er selbst vermählte sich 1738 mit Josepha Gräfin von Hartig (1714–1738), eine Tochter des kaiserlichen Wirklichen Reichshofrat Anton Graf von Hartig (1681–1754). Aus der Ehe gingen zwei Töchter hervor:
- Maria Amalia Theresia (1743–1829) ⚭ Johann Anton von Haugwitz (1751–1819), preußischer Regierungsrat[3]
- Elisabeth Louise Amalia (1752–1802) ⚭ Johann Wenzel von Haugwitz (1754–1813), preußischer Regierungsrat[4]

### Werdegang
Bredow erhielt seit 1715 Hausunterricht und wurde früh am Hochstift Havelberg immatrikuliert. Seit 1725 studierte er Rechtswissenschaften an der Universität Halle. 1726 wurde er Domherr in Havelberg.
Im Jahre 1731 wurde er anhalt–zerbstscher Kammerjunker, Hof- und Regierungsrat und avancierte 1738 zum Wirklichen Reichshofrat mit Sitz und Stimme auf der Herrenbank am kaiserlichen Hof. 1744 wurde er in den Reichsgrafenstand erhoben, was in Preußen 1746 anerkannt wurde. Mit der Standeshebung wechselte im Reichshofrat auf die Grafenbank. Mit dem Tod Karls VII. dimittierte er und begab sich in preußischen Dienste, wo er 1746 preußischer wirklicher Geheimer Etats- und Kriegsminister sowie Garderobemeister (grand maitre de la garderobe) des königlichen Hauses wurde. Er übernahm 1747 die Reichs-, Grenz- und Justizsachen beim Departement der auswärtigen Angelegenheiten.
Seit 1740 war er Mitherr auf Wagenitz, Briesen, Landin, Brädikow, Brunne, Stechow, Lochow sowie Anteilig auf Vietznitz und Haage. Mit dem Tod des in der Schlacht bei Soor gebliebenen Bruders war er 1745 de jure alleiniger Herr auf Wagenitz, 1/2 Brädikow, Brunne, Stechow und Teilen in Läsikow, Manker, Lentzke, Ferchesar, Tarmow und Friesack. Dennoch lag er fast bis an sein Lebensende im Rechtsstreit mit seinen Brüdern um diesen Gutsbesitz. Nachdem er überraschend einem Schlaganfall erlegen war, erfolgte seine Beisetzung in der Familiengruft der Dorfkirche Wagenitz.